# Carl Bergmann
Carl Georg Lucas Christian Bergmann (Gottinga, 18 maggio 1814 – Ginevra, 30 aprile 1865) è stato un fisiologo, anatomista e biologo tedesco.

## Biografia
Nel 1838 Bergmann conseguì il dottorato in medicina presso l'Università di Göttingen, e in seguito prestò servizio come Obermedicinalrath e come professore di anatomia e fisiologia all'Università di Rostock.
Ottenne la sua abilitazione presso l'Università di Göttingen e fu nominato professore associato nel 1843. Dall'ottobre 1852 fu professore ordinario e membro della Commissione medica a Rostock.

## Opere
- Bergmann, C. (1846). Lehrbuch der Medicina Forensis für Juristen. Friedrich Vieweg und Sohn, Braunschweig
- Bergmann, C. (1848). Über die Verhältnisse der Wärmeökonomie der Thiere zu ihrer Grösse . Vandenhoeck und Ruprecht, Göttingen.
- Bergmann, C. e R. Leuckart (1855). Anatomisch-physiologische Uebersicht des Thierreichs. Vergleichende Anatomie und Physiologie. J. B. Müller, Stuttgart.